# Prusy (Francia)
Prusy è un comune francese di 110 abitanti situato nel dipartimento dell'Aube nella regione del Grand Est.

## Società

### Evoluzione demografica
Abitanti censiti